# Defensa Interior

Bandera de la CNT-FAI.

Defensa Interior (DI) fue una organización anarquista antifranquista española creada para reactivar la lucha contra la dictadura franquista y que recurrió al terrorismo. Nació oficialmente en 1961 y comenzó a perpetrar atentados al año siguiente. Se disolvió en 1965. Uno de sus objetivos principales fue asesinar al dictador Francisco Franco.

## Historia

### Fundación
En 1960, las tres principales organizaciones anarquistas en el exilio, Confederación Nacional del Trabajo (CNT), Federación Ibérica de Juventudes Libertarias (FIJL) y Federación Anarquista Ibérica (FAI), agrupadas en el Movimiento Libertario Español, deciden crear una organización para dinamizar la acción armada y conspirativa contra el franquismo en el interior de España, en un momento en el que la guerrilla urbana anarquista se había extinguido con la muerte de Quico Sabaté ese mismo año.
La creación de Defensa Interior se decidió en el Congreso Confederal de Limoges de 1961, donde se produjo la reunificación de las dos tendencias en que se había dividido el Movimiento Libertario Español desde hacía quince años: los «colaboracionistas» encabezados por Juan García Oliver y Aurelio Fernández, y los «apolíticos» que apoyaban al consejo nacional con sede en París que encabezaban Germinal Esgleas y Federica Montseny. En el Congreso se aprobó por unanimidad en sesión reservada un Dictamen (secreto) de la DI (Defensa Interior) con el fin de revitalizar la lucha antifranquista.
A principios de 1962 fueron designados los miembros de su Comité (secreto), aunque los nombres de los siete integrantes, todos ellos destacados exiliados (cuatro de Europa, dos de América y uno de África), acabaron siendo conocidos por la mayoría de los militantes. Se trataba de Acracio Ruiz Gutiérrez, Cipriano Mera y Germinal Esgleas por la CNT europea; Juan García Oliver y Vicente Llansola Renau por la FAI (América); Octavio Alberola Suriñach por las FIJL; y Juan Jimeno Montalbán por la CNT de África.
La dirección va poniendo al frente a militantes de talla y con experiencia conspirativa, con enorme autonomía y que disponían de contactos con las autoridades francesas gracias a haber participado en la Resistencia. Sin embargo, hubo algunos problemas en la financiación por el obstruccionismo del secretario de la Comisión de Defensa de la CNT, Ángel Carballeira Rego, con el visto bueno de Esgleas, que quería controlar el DI, y el de Llansola y los contrarios a la reunificación.

### Atentados

#### 1962
El Comité decidió llevar a cabo «acciones de hostigamiento» contra el gobierno franquista para denunciar la represión y aportar solidaridad a los presos políticos. El primer atentado tuvo lugar en Madrid el 5 de junio de 1962 con la explosión de dos bombas, una en la Vicaría General Castrense y otra en la Nunciatura. Le siguieron dos bombas más, también en Madrid, contra una sucursal del Banco Popular Español y contra el Instituto Nacional de Previsión. El 30 de junio estallaron en Barcelona otras tres bombas en la Residencia de Monterols, en el Instituto Nacional de Previsión Social y en la Residencia de Falange.Todas estas acciones son reivindicadas por la Federación Ibérica de Juventudes Libertarias (FIJL).
El 15 de julio estalló una bomba en el balcón del Ayuntamiento de Valencia, desde donde días antes el general Franco había pronunciado un discurso. En el comunicado reivindicando el atentado se decía: «te seguimos los pasos». De hecho, un mes después, explotaba una bomba cerca de la entrada del Palacio de Ayete, de San Sebastián, residencia veraniega del Generalísimo, que en esos momentos estaba en la ciudad. Tres días antes, el 12 de agosto, había estallado otra bomba en el Valle de los Caídos, que tuvo bastante repercusión mediática. En el comunicado se decía: «ni en tu tumba descansarás tranquilo». Ese mismo día estallaban sendas bombas en las sedes de los diarios “Ya” y “Diario Pueblo”. Una semana después, el 20 de agosto, también sufrían atentados con bomba en Barcelona las sedes de los diarios “La Vanguardia” y “ABC”.
El 29 de septiembre, en Milán, fue raptado el vicecónsul español para impedir la condena a muerte del estudiante libertario catalán Jordi Conill que había sido detenido en Barcelona al mismo tiempo que otros jóvenes libertarios en otros lugares de España. Entre el 2 y el 3 de diciembre estallan bombas en la residencia del gobernador militar de Sebastián, en el Palacio de Justicia de Valencia, en el Tribunal de Cuentas de Madrid y en el Palacio de Justicia de Lisboa, así como en el consulado español de Ámsterdam. Estas acciones son reivindicadas por el Consejo Ibérico de Liberación (CIL).

#### 1963
En 1963 en Roma estallan bombas en las oficinas de Iberia y en la delegación del CSIC, con inscripciones contra el turismo en España. Ese mismo día, en los aeropuertos de Las Palmas, Barcelona y Madrid son saboteados varios aviones de Iberia y de Aviaco. El 16 de abril, en Valencia y Alicante estallan bombas en las oficinas de Iberia, así como en el barco “Ciudad de Ibiza” que llegaba al puerto de Barcelona. Todos estos atentados formaban parte de la campaña contra el turismo en España. El 13 de junio en los aeropuertos de Londres, Darmstadt y Ginebra, estallan bombas en los aviones de Iberia y de la TAP antes despegar.

##### El atentado contra las oficinas del pasaporte de la DGS

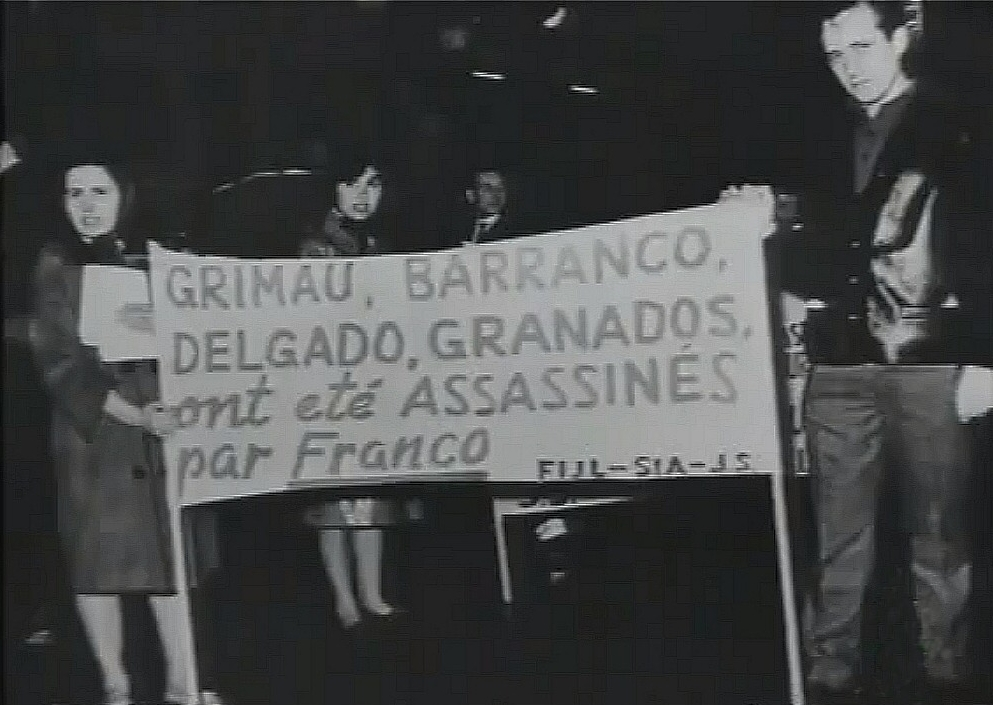
Protesta en París en 1963 contra los asesinatos de Julián Grimau, Manuel Moreno Barranco, Francisco Granados Gata y Joaquín Delgado Martínez.

El 29 de julio de 1963 tiene lugar el atentado más grave de los cometidos por Defensa Interior. Antonio Martín Bellido y Sergio Hernández hacen estallar una bomba en las oficinas del pasaporte de la Dirección General de Seguridad en Madrid, provocando más de una treintena de heridos (dos de ellos muy graves), la mayoría de ellos personas que se encontraban allí para solicitar o renovar el pasaporte. Ese mismo día también hacen  estallar un artefacto en los locales de la Delegación Nacional de Sindicatos.
El 31 de julio son detenidos en Madrid Francisco Granados Gata y Joaquín Delgado Martínez, a quienes la policía franquista acusa de ser los responsables de los atentados del 29 de julio en esta ciudad, en los que no tenían nada que ver. En realidad habían viajado a Madrid por orden de  Octavio Alberola para preparar un atentado contra Franco en el trayecto entre el Palacio del Pardo y el Palacio de Oriente, en el Puente de los Franceses. Granados y Delgado fueron juzgados en consejo de guerra sumarísimo, condenados a muerte y ejecutados por garrote vil el 17 de agosto de 1963, solo diecinueve días después del atentado.. La víctima del atentado que sufrió las heridas más graves, y que entonces tenía 15 años, comentó muchos años después al conocer la noticia de quiénes habían sido los verdaderos culpables: «Me sigue pareciendo indignante que pagaran quienes no habían cometido el atentado. Y me indigna aún más que quienes lo cometieron se ufanaran de lo que hicieron. Fue una enorme desfachatez».
Las sentencias provocaron un centenar de detenciones de militantes libertarios por toda España, lo que paralizó las acciones de DI y la dejaron inoperante durante un tiempo. Dos semanas antes, el 3 de agosto, la Guardia Civil abate el último maquis Ramon Vila Capdevila Caracremada, lo que junto con las ejecuciones de Granados y Delgado afectó hondamente a la moral de la organización. Por otra parte el Movimiento Libertario  decide suspender la ayuda económica a la DI para paralizar «provisionalmente» sus acciones debido a las presiones de las autoridades francesas.

### Delaciones y caídas
En 1961 se infiltró en la FIJL francesa el agente secreto Jacinto Guerrero Lucas, El peque, hijo de un funcionario de la Brigada Político-Social. Se le considera responsable de las caídas de militantes entre 1963 y 1969. José Luis Espinosa Pardo, antiguo agente secreto del gobierno argelino que en 1964 ofreció su servicio a la policía franquista, también se infiltró y colaboró en el desmantelamiento de las FIJL en el exilio.
Además, desde 1963 los servicios secretos franceses dieron información sobre los exiliados a cambio de información sobre la OAS. El 11 de septiembre de 1963 fueron detenidos más de sesenta jóvenes libertarios y dos viejos militantes de la CNT, Cipriano Mera y José Pascual Palacios. La mayoría de los detenidos son liberados pocos días después; pero 21 quedan en prisión bajo la acusación de "asociación de malfactores". Cipriano Mera es dejado en libertad gracias a su avanzada edad y estado de salud. Pocos días después fue ilegalizada la FIJL.
En agosto de 1964 la DI hace un último intento y envía a Madrid al joven anarquista escocés Stuart Christie para que se pusiera en contacto con Fernando Carballo Blanco con la intención de cometer un atentado contra Franco aprovechando el partido de fútbol España-URSS en el estadio Santiago Bernabéu de Madrid. Ambos fueron detenidos el 11 de agosto. El 1 de septiembre de 1964 un consejo de guerra condenó a Fernando Carballo Blanco a 30 años de prisión y a Stuart Christie a 20. Christie fue liberado después de tres años y medio de prisión. Carballo no fue liberado hasta 1976, una vez que había muerto Franco. Stuart Christie publicó en 2004 el libro Franco me hizo terrorista. Memorias del anarquista que intentó matar al dictador.

### Disolución
El fin del DI La represión en España y Francia y el obstruccionismo del sector inmovilista de la CNT detenieron la acción del DI. En el Congreso de Montpellier de la CNT de 31 de julio de 1965 Germinal Esgleas Jaume hace aprobar la anulación del dictamen de Acción directa y revolucionaria aprobado en 1961, que él, Llansola y Celma, habían elaborado. Después de Montpellier, la CNT y la FAI vuelven a instalarse en la rutina de aprobar y ratificar acuerdos, en la demagogia y el inmovilismo. La FIJL abandonó definitivamente la Comisión de Defensa del MLE y decidió continuar la lucha activa contra el franquismo iniciada por el DI. Desde 1966 continuaría las acciones armadas contra el franquismo con el nombre Grupo Primero de Mayo., de Luis Andrés Edo. Posteriormente algunos de sus miembros colaborarían con los Grupos de Acción Revolucionaria Internacionalista (GARI).